# Max Ettlinger
Max Ettlinger, född 30 januari 1877 i Frankfurt am Main, död 12 oktober 1929, var en tysk filosof och psykolog av romersk-katolsk inriktning.
Ettlinger, som var professor i Münster, behandlade huvudsakligen djurpsykologi, estetik och pedagogik. Bland hans verk märks Untersuchungen über die Bedeutung der Deszendenztheorie für die Psychologie (1903), Die Ästetik Martin Deutingers (1914) och Die philosophischen Zusammenhänge in der Pädagogik der jüngsten Vergangenheit under der Gegenwart (1925).